# Cyperaceae
Las ciperáceas (Cyperaceae) forman una familia de plantas monocotiledóneas parecidas a los pastos, muchas de ellas polinizadas por viento.
Los tallos suelen ser más o menos triangulares en sección transversal, sin hojas por encima de la base. La flor no posee perianto o, si lo posee, se halla muy reducido a escamas, cerdas o pelos. La inflorescencia básica es una espiguilla similar a la de las gramíneas, por eso en una época se las creía la familia más emparentada con ellas, aunque ahora se sabe que son más próximas a los juncos. Como pasa con los juncos, las ciperáceas pueden ser confundidas con las gramíneas, pero sus hojas son trísticas, no tienen lígula y las vainas son cerradas. Además, las flores de las gramíneas están encerradas por dos brácteas (la lemma y la pálea) mientras que las de las ciperáceas están acompañadas por una sola bráctea. De distribución cosmopolita, se encuentran por todo el mundo pero preferentemente en las regiones templadas.

## Descripción
Hábito: Hierbas, perennes o anuales, raramente arbustos o lianas. Cuando son hierbas perennes generalmente poseen un tallo que es un rizoma, o estolón, o bulbo, o un caudex portando culmos aéreos que muchas veces son cespitosos. Tallos más o menos triangulares en el corte transversal, muchas veces sin hojas por encima de la base, con una médula sólida. 
Hojas bifaciales, espirales y alternas, usualmente trísticas (raramente dísticas), con cuerpos de sílice cónicos, compuestas por vaina (hojas envainadoras) y lámina; la vaina usualmente cerrada, la lámina simple, sin dividir, de margen entero o diminutamente aserrado, con venación paralela, linear, aplanada y delgada. Sin estípulas. Con o sin lígula. Las hojas inferiores (y en algunos taxones todas las hojas) reducidas a vainas.
La inflorescencia es una espiguilla "de ciperáceas", muchas veces por encima de brácteas, solitarias o en un complejo arreglo. Las espiguillas son bisexuales o unisexuales. Cada espiguilla consiste en un eje central (la raquilla) portadora de brácteas de disposición espiralada o dística (también llamadas escamas o glumas),cada una de ellas (excepto a veces la inferior) portando una única flor.
Flores inconspicuas, pequeñas, hermafroditas o unisexuales (si unisexuales la planta es monoica), bracteadas, actinomorfas, hipóginas.
Tépalos ausentes o reducidos a usualmente 3 a 6 (raramente 1 o numerosos) escamas, cerdas, o pelos, separados.
Androceo con 3 estambres (raramente 1 o 2, o más raramente 6 o más); filamentos separados; anteras no sagitadas, de dehiscencia introrsa y longitudinal. Los filamentos se elongan durante la antesis.
Polen usualmente uniporado, liberado en pseudomónadas (3 de las 4 microsporas de la tétrada degeneran después de la microsporogénesis y pasan a formar parte de la pared del polen).
Gineceo bicarpelar o tricarpelar (raramente 4 carpelos), carpelos connados, con el ovario súpero, unilocular. El gineceo de Carex y afines está rodeado por una bráctea inflada llamada periginio ("perigynium"), en el ápice del periginio sobresale el estilo. Estilos usualmente 2 o 3, elongados. Placentación basal, 1 óvulo, anátropo, bitégmico, por ovario.
No hay nectarios. 
El fruto es una núcula (pero llamados también aquenios o abusivamente utrículos), rodeados en algunos casos por cerdas persistentes del perianto, lenticular o triangular en el corte transversal.

## Ecología
Cosmopolitas, especialmente representadas en regiones templadas. Usualmente, pero no siempre, en ambientes húmedos. Carex es importante en un número amplio de ecosistemas. Muchas ciperáceas son dominantes en ecosistemas propios de suelos húmedos.
La mayoría son polinizadas por viento, si bien la polinización por insectos ha aparecido numerosas veces dentro de la familia, por ejemplo en Hypolytrum, y en algunas especies de Ascolepis y Rhynchospora. 
La dispersión de los frutos es a menudo por agua (debido a la pared del fruto con textura de corcho, o a las estructuras asociadas como las cerdas del perianto que retienen burbujas de aire, por ejemplo en Cladium, Remirea, Eleocharis, Fuirena). También ocurre transporte externo (por animales, sin consumirlo) a través de un eje de la inflorescencia con forma de gancho, por ejemplo en Uncinia, o por frutos embarrados que se pegan a las plumas o la piel, por ejemplo en Fimbristylis. También ocurre el transporte por pájaros por imitación del arilo, por ejemplo en Scleria, y el transporte por viento, por acción de cerdas elongadas, como en Eriophorum o en Scirpus. El perigonio de Carex muchas veces asiste al transporte por agua.

## Filogenia
La familia ha sido reconocida por sistemas de clasificación modernos como el sistema de clasificación APG III (2009) y el APWeb (2001 en adelante), que la ubican en el orden Poales de las monocotiledóneas. A su vez está integrado por más de 5000 especies, agrupadas en un centenar de géneros, siendo la tercera familia de monocotiledóneas en número de especies. El género Carex es especialmente diverso, con unas 2000 especies, importante en un número amplio de ecosistemas. A pesar de su diversidad, la importancia económica es limitada, aunque es de notar que Cyperus papyrus es la especie con que se fabricaba el papiro en el antiguo Egipto.
Las Cyperaceae contienen cuerpos de sílice cónicos exclusivos de la familia, lo cual las distingue de todas las demás monocotiledóneas. Como pasa con las juncáceas, las Cyperaceae suelen ser confundidas con gramíneas. Se distinguen de estos últimos por los tallos más o menos triangulares, las hojas trísticas, en general sin lígula, y las vainas cerradas. Las flores de Cyperaceae poseen una sola bráctea o, como en Carex, una bráctea y un profilo, mientras que la mayoría de las flores de las gramíneas están asociadas a dos brácteas, la lemma y la pálea.
La familia es monofilética (Muasya et al. 1998, Jones et al. 2007). 
La familia pertenece al clado ciperáceas-juncos, junto con Juncaceae y Thurniaceae. Ver Poales para una discusión de este clado.
En un estudio morfológico de la familia, Bruhl (1995) reconoce dos subfamilias y 10 tribus. Las tribus representan grupos que aparecen en análisis fenéticos y cladísticos de la familia, aunque solo 4 de los 10 contienen claras sinapomorfías. Las relaciones filogenéticas también fueron establecidas por un estudio molecular de ADN, de secuencias de rbcL (Muasya et al. 1998). 
Análisis combinados de ADN y datos de polen (Simpson et al. 2003) resolvieron un clado hermano del resto de las Ciperáceas, que se corresponde con Mapanioideae. Dentro de él, dos clados más han sido resueltos de la misma forma. Uno de ellos comprendía a los taxones asignado a la tribu Hypolytreae, que tenía polen de tipo Mapania. El otro comprendía taxones principalmente asignados a la tribu Chrysintricheae, y además incluía dos géneros de Hypolutreae, Capitularina y Exocarya. En este clado todos los taxones tienen polen en pseudomónadas.

## Taxonomía
La familia fue reconocida por el APG III (2009), el Linear APG III (2009) le asignó el número de familia 99. La familia ya había sido reconocida por el APG II (2003).
Cyperaceae es la tercera familia más numerosa de monocotiledóneas, después de Orchidaceae y Poaceae. Posee 98 géneros y cerca de 5000 especies. Los géneros más representados son Carex (2000 especies, especialmente diverso), Cyperus (600 especies), Fimbristylis (300 especies), Scirpus (300 especies), Rhynchospora (200 especies), Scleria (200 especies), y Eleocharis (200 especies). 
La lista de géneros, con sus sinónimos, según el APWeb (visitado en enero de 2009):
- Abildgaardia Vahl = Fimbristylis Vahl
- Acorellus Palla = Cyperus L.
- Acriulus Ridl. = Scleria Bergius
- Actinoschoenus Benth.
- Actinoscirpus (Ohwi) R.W.Haines & Lye
- Afrotrilepis (Gilly) J.Raynal
- Alinula J.Raynal
- Amphiscirpus Oteng-Yeb.
- Androtrichum (Brongn.) Brongn.
- Anosporum Nees = Cyperus L.
- Arthrostylis R.Br.
- Ascolepis Nees ex Steud.
- Ascopholis C.E.C.Fisch. = Cyperus L.
- Asterochaete Nees = Carpha Banks & Sol. ex R.Br.
- Baeothryon A.Dietr. = Eleocharis R.Br.
- Baumea Gaudich. = Machaerina Vahl
- Becquerelia Brongn.
- Bisboeckelera Kuntze
- Blepharolepis Nees = Scirpus L.
- Blysmocarex N.A.Ivanova = Kobresia Willd.
- Blysmopsis Oteng-Yeb. = Blysmus Panz. ex Schult.
- Blysmus Panz. ex Schult.
- Boeckeleria T.Durand = Tetraria P.Beauv.
- Bolboschoenus (Asch.) Palla
- Bulbostylis Kunth
- Calyptrocarya Nees
- Capitularia J.V.Suringar = Capitularina Kern
- Capitularina Kern
- Carex L.
- Carpha Banks & Sol. ex R.Br.
- Catagyna Hutch. & Dalziel = Scleria Bergius
- Caustis R.Br.
- Cephalocarpus Nees
- Chaetocyperus Nees = Eleocharis R.Br.
- Chaetospora R.Br. = Schoenus L.
- Chamaegyne Suess. = Eleocharis R.Br.
- Chillania Roiv.
- Chlorocyperus Rikli = Cyperus L.
- Chondrachne R.Br. = Lepironia Rich.
- Chorizandra R.Br.
- Chrysitrix L.
- Cladium P.Browne
- Coleochloa Gilly
- Costularia C.B.Clarke
- Courtoisia Nees (SUH) = Courtoisina Sojak
- Courtoisina Sojak
- Crosslandia W.Fitzg.
- Cryptangium Schrad. ex Nees = Lagenocarpus Nees
- Cryptopodium Schrad. ex Nees = Scleria Bergius
- Cyathochaeta Nees
- Cyathocoma Nees = Tetraria P.Beauv.
- Cymophyllus Mack. ex Britton & A.Br. = Carex L.
- Cyperus L.
- Desmoschoenus Hook.f.
- Dichostylis P.Beauv. = Fimbristylis Vahl
- Dichromena Michx. = Rhynchospora Vahl
- Didymiandrum Gilly
- Diplacrum R.Br.
- Diplasia Pers.
- Diplocarex Hayata = Carex L.
- Dulichium Pers.
- Ecklonea Steud. = Trianoptiles Fenzl ex Endl.
- Egleria G.Eiten
- Eleocharis R.Br.
- Eleogiton Link (SUH) = Isolepis R.Br.
- Elyna Schrad. = Kobresia Willd.
- Elynanthus Nees = Tetraria P.Beauv.
- Epischoenus C.B.Clarke
- Eriophorella Holub = Trichophorum Pers.
- Eriophoropsis Palla = Eriophorum L.
- Eriophorum L.
- Erioscirpus Palla = Eriophorum L.
- Eriospora Hochst. ex A.Rich. = Coleochloa Gilly
- Evandra R.Br.
- Everardia Ridl.
- Exocarya Benth.
- Exochogyne C.B.Clarke
- Ficinia Schrad.
- Fimbristylis Vahl
- Fintelmannia Kunth = Trilepis Nees
- Fuirena Rottb.
- Gahnia J.R.Forst. & G.Forst.
- Galilea Parl. = Cyperus L.
- Gymnoschoenus Nees
- Heleocharis T.Lestib. = Eleocharis R.Br.
- Hellmuthia Steud.
- Helonema Suess. = Eleocharis R.Br.
- Hemicarex Benth. = Kobresia Willd.
- Hemicarpha Nees = Lipocarpha R.Br.
- Hemichlaena Schrad. = Ficinia Schrad.
- Holoschoenus Link (SUH) = Scirpoides Seg.
- Hoppia Nees = Bisboeckelera Kuntze
- Hymenochaeta P.Beauv. (SUH) = Actinoscirpus (Ohwi) R.W.Haines & Lye
- Hypolytrum Rich. ex Pers.
- Ideleria Kunth = Tetraria P.Beauv.
- Indocourtoisia Bennet & Raizada (SUS) = Courtoisina Sojak
- Isolepis R.Br.
- Juncellus C.B.Clarke = Cyperus L.
- Kobresia Willd.
- Koyamaea W.W.Thomas & Davidse
- Kyllinga Rottb.
- Kyllingiella R.W.Haines & Lye
- Lagenocarpus Nees
- Lampocarya R.Br. = Gahnia J.R.Forst. & G.Forst.
- Lepidosperma Labill.
- Lepironia Rich.
- Lipocarpha R.Br.
- Lophocarpus Boeck. = Schoenus L.
- Lophoschoenus Stapf = Costularia C.B.Clarke
- Machaerina Vahl
- Macrochaetium Steud. = Tetraria P.Beauv.
- Mapania Aubl.
- Mapaniopsis C.B.Clarke
- Mariscopsis Cherm. = Queenslandiella Domin
- Marisculus Goetgh. = Alinula J.Raynal
- Mariscus Vahl = Cyperus L.
- Maximoviczia A.P.Khokhr. (SUH) = Scirpus L.
- Maximovicziella A.P.Khokhr. = Scirpus L.
- Megarrhena Schrad. ex Nees = Androtrichum (Brongn.) Brongn.
- Mesomelaena Nees
- Microdracoides Hua
- Micropapyrus Suess. = Rhynchospora Vahl
- Morelotia Gaudich.
- Neesenbeckia Levyns
- Nelmesia Van der Veken
- Nemum Desv.
- Neo-Senea K.Schum. ex H.Pfeiff. = Lagenocarpus Nees
- Neolophocarpus E.G.Camus = Schoenus L.
- Oreobolopsis Koyama & Guagl.
- Oreobolus R.Br.
- Oreograstis K.Schum. = Carpha Banks & Sol. ex R.Br.
- Oxycaryum Nees
- Paramapania Uittien
- Pentasticha Turcz. = Fuirena Rottb.
- Phacellanthus Siebold & Zucc. (SUH) = Gahnia J.R.Forst. & G.Forst.
- Phylloscirpus C.B.Clarke
- Platylepis Kunth (SUH) = Ascolepis Nees ex Steud.
- Pleurostachys Brongn.
- Principina Uittien
- Pseudoeverardia Gilly = Everardia Ridl.
- Pseudomariscus Rauschert (SUS) = Courtoisina Sojak
- Pseudoschoenus (C.B.Clarke) Oteng-Yeb.
- Psilocarya Torr. = Rhynchospora Vahl
- Pteroscleria Nees = Diplacrum R.Br.
- Ptilanthelium Steud.
- Pycreus P.Beauv.
- Queenslandiella Domin
- Raynalia Sojak = Alinula J.Raynal
- Reedia F.Muell.
- Remirea Aubl.
- Rhynchocladium T.Koyama
- Rhynchospora Vahl
- Rikliella J.Raynal = Lipocarpha R.Br.
- Schoenodendron Engl. = Microdracoides Hua
- Schoenoides Seberg = Oreobolus R.Br.
- Schoenoplectus (Rchb.) Palla
- Schoenoxiphium Nees
- Schoenus L.
- Scirpidiella Rauschert = Isolepis R.Br.
- Scirpodendron Zipp. ex Kurz
- Scirpoides Seg.
- Scirpus L.
- Scleria Bergius
- Sickmannia Nees = Ficinia Schrad.
- Sorostachys Steud. = Cyperus L.
- Sphaerocyperus Lye
- Sphaeromariscus E.G.Camus = Cyperus L.
- Stenophyllus Raf. = Bulbostylis Kunth
- Sumatroscirpus Oteng-Yeb.
- Syntrinema H.Pfeiff. = Rhynchospora Vahl
- Tetraria P.Beauv.
- Tetrariopsis C.B.Clarke = Tetraria P.Beauv.
- Thoracostachyum Kurz = Mapania Aubl.
- Torulinium Desv. = Cyperus L.
- Trachystylis S.T.Blake
- Trianoptiles Fenzl ex Endl.
- Trichophorum Pers.
- Trichoschoenus J.Raynal
- Tricostularia Nees ex Lehm.
- Trilepis Nees
- Tylocarya Nelmes = Fimbristylis Vahl
- Uncinia Pers.
- Vesicarex Steyerm. = Carex L.
- Vincentia Gaudich. = Machaerina Vahl
- Voladeria Benoist = Oreobolus R.Br.
- Volkiella Merxm. & Czech
- Websteria S.H.Wright

## Importancia económica

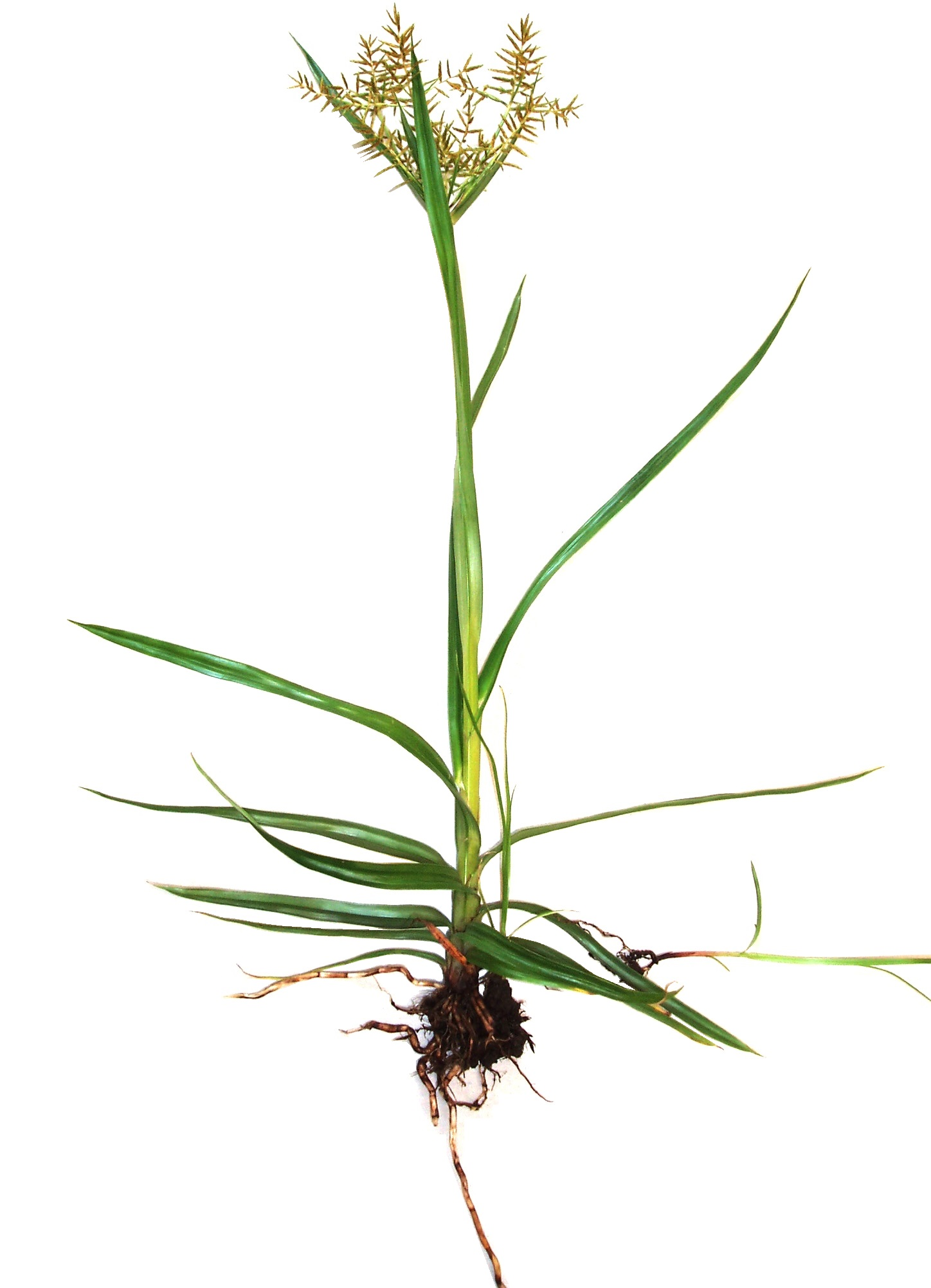
Cyperus esculentus

La importancia económica es limitada, con algunas especies utilizadas para esteras, paja para techos, material de tejido, y material para escribir, muchos miembros son malezas perjudiciales para la agricultura, otros proveen alimento, combustible, y medicinas, también material para construcción, y para perfumería (Simpson e Inglis 2001).
La médula de Cyperus papyrus fue utilizada para fabricar papiros en el antiguo Egipto y esta especie también suele ser plantada como ornamental.
Otras también se cultivan como ornamentales, por ejemplo Cyperus involucratus ("umbrella plant" o "planta paraguas" en inglés).
Cyperus rotundus es una maleza de la agricultura.
Cyperus esculentus tiene órganos de almacenamiento subterráneos comestibles ("chufas", en español), que se emplean para elaborar una bebida refrescante llamada "horchata". También los tienen Mariscus umbellatus, Scirpus tuberosus, y Eleocharis dulcis, este último se encuentra en el comercio.
Los tallos y hojas de unas pocas especies de Cyperus, Carex, Eleocharis, Lepironia, y Scirpus proporcionan materiales de tejidos.
Las raíces de Cyperus longus y las de Cyperus articulatus son de aroma dulce y utilizadas en perfumería.
Las raíces de Scirpus grossus y las de Scirpus articulatus son utilizadas por la medicina hindú.
Varias especies de Carex son utilizadas como material de empacar, como heno o como paja.
Muchos miembros tienen importancia en Biología de la conservación por ser componentes dominantes de muchos ecosistemas húmedos y son indicadores fidedignos del deterioro del hábitat en esos ecosistemas.